# クアデカ
クアデカ (英: Quadeca、本名: Benjamin Fernando Brajas Lasky (2000年 10月2日 - )は、アメリカのラッパー、シンガー・ソングライター、Youtuber、ゲーム実況者。
2019年に『Voice Memos』でデビュー、2021年に2作目のアルバム『From Me to You』をリリース、2022年に3作目のアルバム『I Didn't Mean to Haunt You』をリリース、海外の音楽レビューサイト、「Album of the Year」では高い評価を受けた。2024年2月16日には、ブロックハンプトンのケビン・アブストラクトやブレケンスとコラボした楽曲も含まれたミックステープ、『SCRAPYARD』をリリース。

## 生い立ち
2000年10月2日、クアデカことベンジャミン・フェルナンド・バラハス・ラスキー（以下ベンジャミン）はカリフォルニア州ロサンゼルスで生まれた。